# Kenneth Mackenzie, 3. Earl of Seaforth

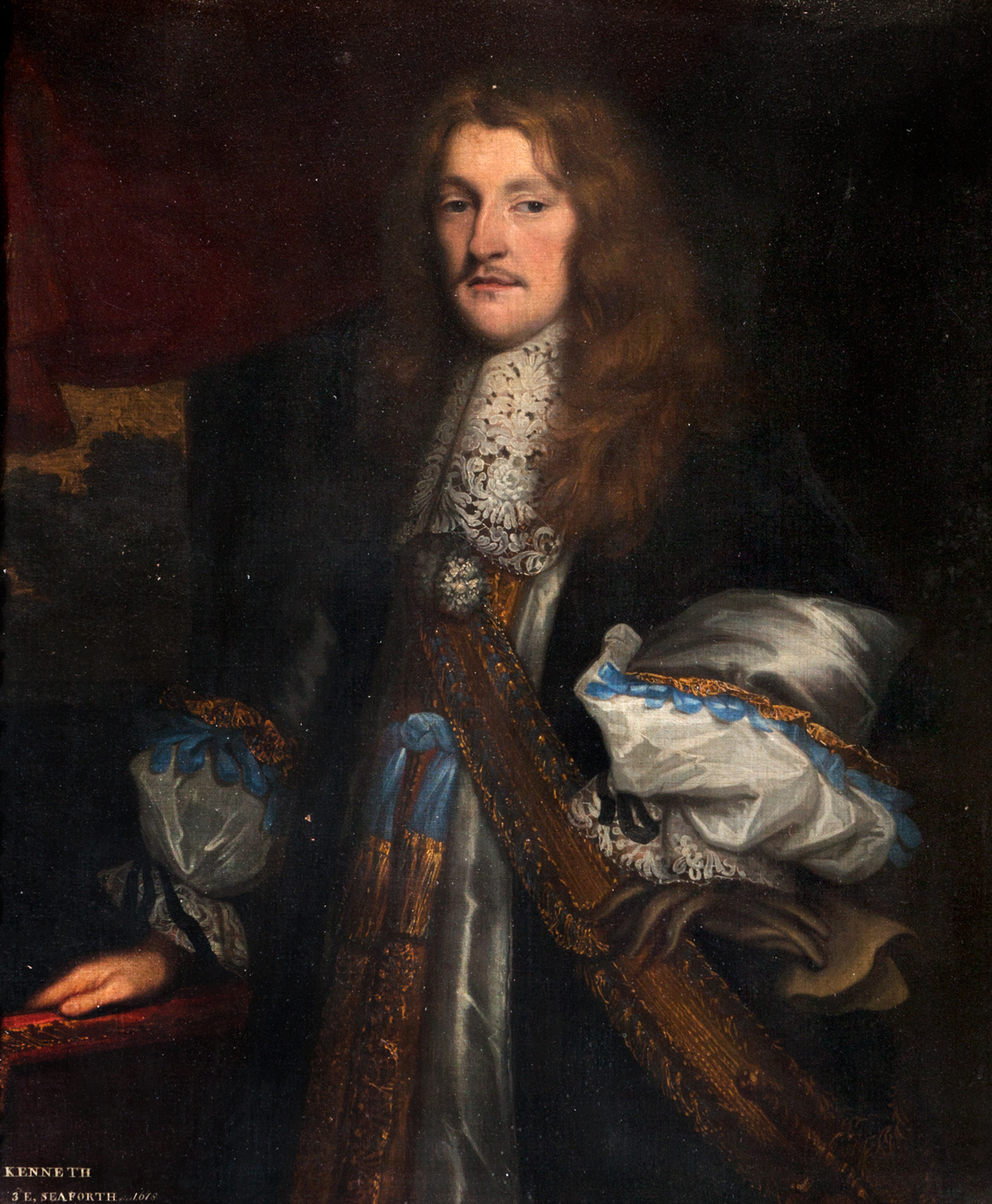
Kenneth Mackenzie, 3. Earl of Seaforth, Ölgemälde, John Michael Wright zugeschrieben

Kenneth Mackenzie, 3. Earl of Seaforth, auch Kenneth Mor beziehungsweise Coinneach Mor, (* 1635 auf Brahan Castle; † Dezember 1678) war ein schottischer Adliger.

## Leben
Kenneth Mackenzie wurde 1635 als erstes Kind von George Mackenzie, 2. Earl of Seaforth und Barbara Forbes, Tochter von Arthur Forbes, 9. Lord Forbes, auf Brahan Castle geboren. Im Alter von fünf oder sechs Jahren unterstellte sein Vater Kenneth Mackenzie der Obhut von Farquhar Macrae, Pfarrer von Kintail und Verwalter von Eilean Donan Castle, der ihn als Privatlehrer unterrichten und erziehen sollte. Der Clan-Historiker der Mackenzies führt die Gesundheit und den großen Wuchs Kenneth Mackenzies (hierher rührt sein Name „Coinneach Mor“, gälisch: Großer Kenneth) auf die ausgewogene Ernährung Macraes zurück. 1651 wurde er zur Ausbildung an das King’s College in Aberdeen gesandt. Doch bevor er seine Studien richtig beginnen konnte, wurde Kenneth Mackenzie nach Brahan Castle beordert, um dort nach der Niederlage bei Dunbar Truppen für Karl II. zu mobilisieren. Die lokalen Lairds weigerten sich jedoch einem Minderjährigen in Abwesenheit seines in den Niederlanden weilenden Vaters, dem amtierenden Earl of Seaforth, zu folgen.
Noch im selben Jahr verstarb George Mackenzie und Kenneth Mackenzie erbte den Adelstitel seines Vaters. Er beteiligte sich auf royalistischer Seite an der verheerenden Schlacht von Worcester. Aufgrund seiner Königstreue ließ Oliver Cromwell Mackenzies Güter 1654 beschlagnahmen und ihn 1656 in Haft nehmen. Erst mit der Restauration der englischen Monarchie und der Inthronisation Karl II. gelangte Mackenzie 1660 wieder auf freien Fuß. Am 23. April 1662, und abermals zusammen mit seinem gleichnamigen Sohn am 31. Juli 1675, wurde er als Sheriff von Ross eingesetzt. 1674 wurde er in den schottischen Kronrat berufen.
Um 1660 ehelichte Mackenzie Isabel Mackenzie, Tochter von John Mackenzie of Tarbat, 1. Baronet. Mit ihr zeugte er, je nach Quelle, fünf oder acht Nachkommen. Sein 1661 geborener Sohn Kenneth erbte nach seinem Tod im Dezember 1678 seinen Adelstitel.